# Naturalist
Un naturalist este un om de știință sau un amator care practică științele naturale, îndeosebi botanica, zoologia, mineralogia, chiar astronomia.